# Lycorea pieteri
Lycorea pieteri är en fjärilsart som beskrevs av Lamas 1978. Lycorea pieteri ingår i släktet Lycorea och familjen praktfjärilar. Inga underarter finns listade i Catalogue of Life.